# Каленберг (княжество)
Княжество Каленберг (нем. Fürstentum Calenberg) — государство в составе Священной Римской империи.

## Территория
Когда герцог Эрих I получил княжество Каленберг, он описывал своё владение как «земля между рекой Лайне и Дайстером». Но подобная оценка не была правильной в географическом смысле: княжество Каленберг простиралось к западу от Лайне от Шуленбурга до города Нойштадт-ам-Рюбенберге на севере, то есть намного севернее предгорий Дайстера. На юго-западе территория простиралась далеко за Дайстером — до Хамельна на реке Везер.
Город Ганновер был в значительной степени независим от власти Вельфов, хотя формально и не являлся независимым имперским городом. В 1636 году Георг Брауншвейг-Каленбергский перенёс свою резиденцию в Ганновер, где построил дворец Лейнешлосс. Замок Каленберг был разрушен между 1692 и 1694 годами.
С 1463 года Каленберг и княжество Гёттинген управлялись совместно. В настоящее время под Калленбергом понимают территорию между Ганновером и Дайстером.

## История

### Основание замка Калленберг
Первоначально местная территория принадлежала герцогству Саксония. В 1180 году Генрих Лев потерял титулы герцога Саксонии и Баварии, лишь его внук Оттон I Дитя смог вернуться в сословие имперских князей после примирения с императором Фридрихом II в 1235 году. Он получил владения Вельфов в районе между Люнебургом и Брауншвейгом в качестве отдельного герцогства Брауншвейг-Люнебург. Однако на территории к западу от Ганновера у гвельфов было мало аллодов, спор за территорию вёлся между Вельфами и князьями-епископами Хильдесхайма и Миндена. В основном здесь правили графские роды: графы Вёльпе, Халлермунд и Роден.
В 1292 году эту территорию подчинил герцог Оттон II, который ранее уступил епископу Хильдесхайма и получил от него город Ганновер в качестве феода. Для уравновешивания влияния епископа он построил замок Каленберг в 13 км к западу от Хильдесхайма.
Территория первоначально называлась фогтство Лауэнроде, в честь одноимённого замка рядом с Ганновером. С исчезновением Люнебургской линии дома Вельфов разразилась Война за люнебургское наследство, в ходе которой Лауэнроде был разрушен горожанами Ганновера. Резиденция была перенесена в замок Каленберг.

### Разделы
Вельфы не наследовали по праву первородства, поэтому в позднем средневековье было множество разделов, привёдших к значительной фрагментации их владений. Бейливик Каленберг перешел к Вельфам из Вольфенбюттеля в 1400 году. В 1408 и 1409 годах они также смогли приобрести графство Эверштейн и светлость Хомбург, которые были присоединены к бейливику Каленберг. При новом разделе в 1432 году герцогство Брауншвейг разделили Вильгельма I и Генриху, которые ранее совместно управляли Вольфенбюттелем. В то время как Генрих получил Вольфенбюттель, Вильгельм получил будущее княжество Каленберг, состоявшее из земель между Дайстером и Лейне, которые ранее принадлежали Люнебургу, а также графству Вёльпе, сеньорий Халлермунт, Хомбург и Эверштайн.
Вильгельму удалось взять под свой контроль Княжество Гёттинген в 1463 году. Во избежание путаницы между разделенными предгорьями невысоких горных хребтов в долине Лейне владениями, Каленберг на севере стали называть «Унтервальд», а Гёттинген — «Обервальд». В 1473 году Вильгельм также унаследовал княжество Вольфенбюттель от своего бездетного брата Генриха, но передал контроль над Каленбергом своим сыновьям Вильгельму и Фридриху.
После смерти Вильгельма I в 1482 году оба сына вместе взяли на себя регентство. Однако в договоре от 1 августа 1483 г. младший сын Фридрих получил права на Каленберг и Гёттинген, старший брат Вильгельм — на Вольфенбюттель. Вильгельм сверг своего брата Фридриха в 1484/85 году и объявил его психически больным. После смерти Фридриха в 1495 году он снова разделил страну, оставив Брауншвейг-Вольфенбюттель своему старшему сыну Генриху.

### При Эрихе I, Елизавете и Эрихе II
Младший сын Эрих I получил Каленберг и Геттинген, основав каленбергскую линию дома Брауншвейг-Люнебург. Во времена правления Эриха I и его сына Эриха II использовались названия Каленберг и Каленберг-Геттинген. Княжество по-прежнему имело свои амты и советы для обеих частей страны. Амт Унтервальд был создан в Нойштадте-ам-Рюбенберге, а амт Обервальда — в Мюндене, что также привело к созданию резиденции и строительству замков и дворцов в двух городах.
При Эрихе I замок Каленберг превратился в мощную крепость. Ещё одним хорошо укрепленным замком, который он построил в 1527 г., был Эрихсбург недалеко от Дасселя. Во время вражды в Хильдесхайме в 1519 году он сначала потерпел военное поражение в битве при Зольтау, но дипломатическим путем привлёк на свою сторону императора Карла V посредством арбитражного решения смог присоединить значительной часть княжества-епископства Хильдесхайм.
Эрих I враждебно относился к зарождающейся реформации. Однако его вторая жена Елизавета Бранденбургская обратилась в лютеранство в 1535 г. и активно пропагандировала её при дворе, который тогда находился в вельфском замке в Мюндене. После смерти Эриха в 1540 г. она первоначально взяла на себя регентство при несовершеннолетнем сыне Эрихе II, вместе с назначенным ею суперинтендентом Антоном Корвинусом проведя в княжестве реформацию. Однако, хотя его мать воспитала протестантом, Эрих II в 1547 г. обратился в католицизм, но не смог повернуть вспять ход реформации в своём государстве. Его власть в княжестве уже была сильно ослаблена, сам он большую часть времени проводил за границей в качестве наёмника и нпребывал в финансовой зависимости от городов. В 1553 г. ему пришлось заплатить за финансовую помощь из своих городов, разрешив протестантскую проповедь. С 1574 г. он расширил Нойштадт-ам-Рюбенберге как городскую крепость и построил замок Ландештрост как замок эпохи Возрождения, интегрированный в бастионную крепость по итальянской модели.
В 1582 году, когда графы Хойя вымерли, большая часть графства, а в 1585 г. и Дипхольц также перешла к Каленбергу.

### Тридцатилетняя война
После смерти Эрика в 1584 году Каленберг-Геттинген снова оказался под властью Вольфенбюттельской линии Вельфов. Во время Тридцатилетней войны брат герцога Фридриха Ульриха, поддерживавший протестантов принц Христиан, принес войну в страну. После того, как датские войска под командованием короля Кристиана IV были разбиты полководцем Католической лиги Иоганном Тилли в битве при Луттере, Тилли занял княжество в 1626 г., только города Брауншвейг и Ганновер не удалось захватить.
Когда бездетный Фридрих Ульрих умер в 1634 г., средняя вольфенбюттельская ветвь Брауншвейгского дома угасла, и год спустя княжество перешло к Августу Младшему. После его смерти в 1636 г. власть перешла к его младшему брату Георгу. Он был успешным полководцем на стороне Швеции и сумел отвоевать княжество. Первоначально он правил из оккупированного Хильдесхайма, но затем перенес свою резиденцию в Ганновер, который расширил до крепости. Он преобразовал бывший миноритский монастырь в Дворец на Лайне, который с тех пор служил резиденцией правителей княжества. После его смерти в 1641 году с императором был спешно заключен сепаратный мир, по которому были возвращены захваченные владения княжества-епископства Хильдесхайм. Сыновья Георга Кристиан Людвиг, Георг Вильгельм, Иоганн Фридрих и Эрнст Август правили княжеством Каленберг-Гёттинген один за другим.

### Преобразование в курфюршество
В 1665 г. княжество Грубенхаген, чья правящая линия угасла в 1596 г. и за которое Вольфенбюттель и Люнебург боролись в имперском камеральном суде, наконец, досталось Каленбергам. Младший сын Георга, Эрнст Август, правивший с 1679 г., продолжил политику своего отца и братьев. В 1689 г. был унаследован Саксен-Лауэнбург. Эрнст Август поддерживал императора Леопольда I и, вопреки указаниям отца, ввел право первородства. После долгой борьбы Эрнст Август был вознагражден в 1692 г. пожалованием званием курфюрста, став курфюрстом Брауншвейг-Люнебурга. В 1705 г. было унаследовано княжество Люнебург, что позволило Ганноверскому дому объединить все владения Вельфов, за исключением княжества Брауншвейг-Вольфенбюттель.

## Правители
| Имя                         | Годы правления | Другие титулы                                                                                |
| --------------------------- | -------------- | -------------------------------------------------------------------------------------------- |
| Вильгельм I (1392—1482)     | 1432-1473/1482 | Герцог Брауншвейг-Люнебурга                                                                  |
| Фридрих III (1424—1495)     | 1482-1484/1485 | Герцог Брауншвейг-Люнебурга                                                                  |
| Вильгельм II († 1503)       | 1484/1485-1495 | Герцог Брауншвейг-Люнебурга                                                                  |
| Эрих I (1470—1540)          | 1495-1540      | Герцог Брауншвейг-Люнебурга                                                                  |
| Эрих II (1528—1584)         | 1545-1584      | Герцог Брауншвейг-Люнебурга                                                                  |
| Юлий (1528—1589)            | 1584-1589      | Герцог Брауншвейг-Люнебурга Князь Брауншвейг-Вольфенбюттеля                                  |
| Генрих Юлий (1564—1613)     | 1589-1613      | Герцог Брауншвейг-Люнебурга Князь Брауншвейг-Вольфенбюттеля Князь-епископ Хальберштадта      |
| Фридрих Ульрих (1591—1634)  | 1613-1634      | Герцог Брауншвейг-Люнебурга Князь Брауншвейг-Вольфенбюттеля                                  |
| Георг (1582—1641)           | 1634-1641      | Герцог Брауншвейг-Люнебурга                                                                  |
| Кристиан (1622—1665)        | 1641-1648      | Герцог Брауншвейг-Люнебурга                                                                  |
| Георг Вильгельм (1624—1705) | 1648-1665      | Герцог Брауншвейг-Люнебурга                                                                  |
| Иоганн Фридрих (1625—1679)  | 1665-1679      | Герцог Брауншвейг-Люнебурга                                                                  |
| Эрнст Август (1629—1698)    | 1679-1698      | Герцог Брауншвейг-Люнебурга Курфюст Брауншвейг-Люнебурга (с 1692 г.) Князь-епископ Оснабрюка |